# Ichneumon fimetarius
Ichneumon fimetarius là một loài tò vò trong họ Ichneumonidae.